# Lefkóniko

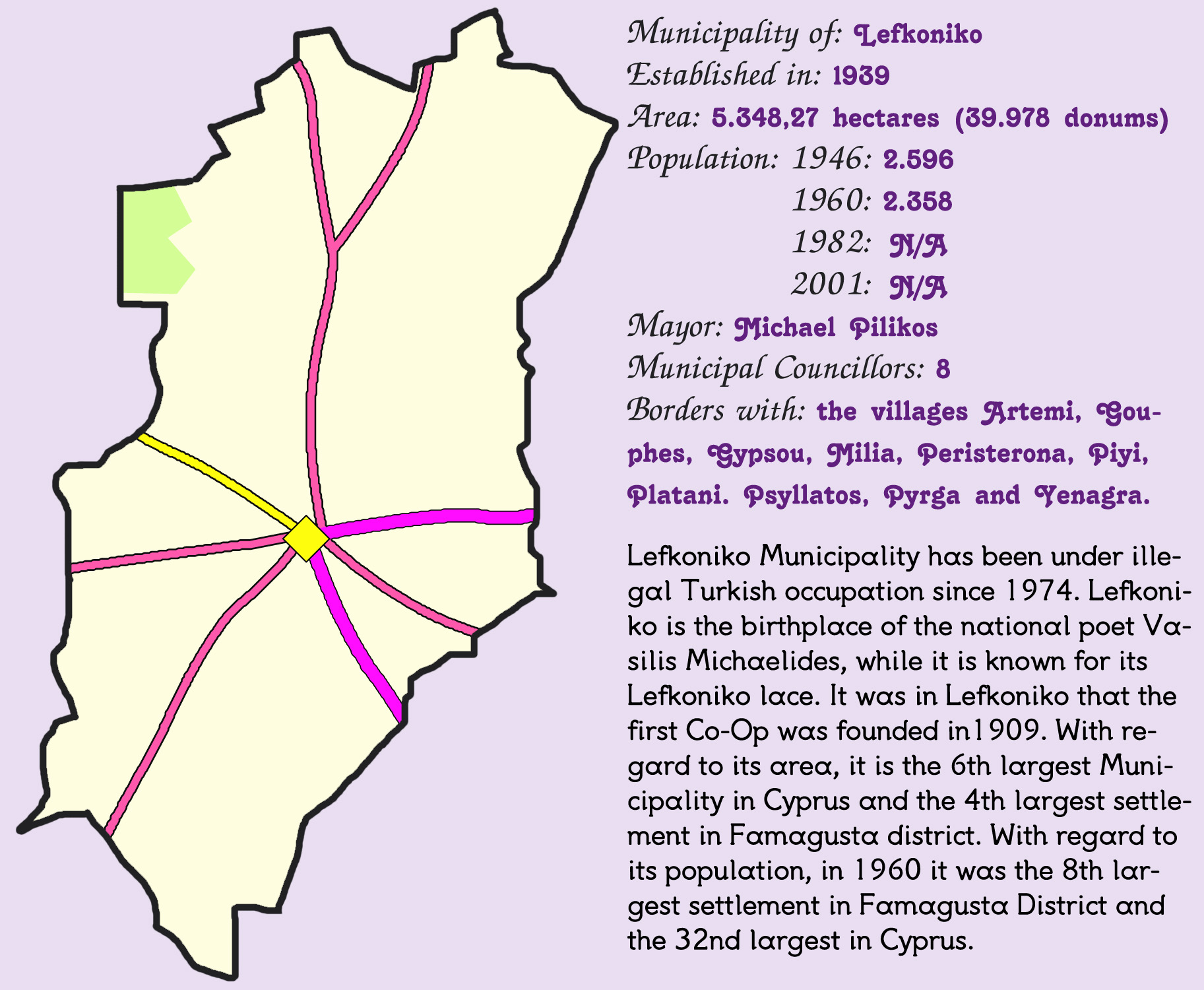
Presentació concisa de Lefkoniko

Lefkóniko (en grec:Λευκόνοικο, en turc:Geçitkale/Lefkonuk) és una vila de Xipre dins el districte de Famagusta. Es troba dins l'autoproclamada República Turca de Xipre del Nord.

## Clima
Aquesta població té el rècord de temperatura més alta enregistrada a Xipre: 46,6 °C el dia 1 d'agost de 2010.

## Història
Durant l'administració britànica de Xipre Lefkoniko tenia uns 4000 habitants amb una majoria de grecs-xipriotes i una minoria de turcs-xipriotes. En una manifestació antibritànica va ser cremada una oficina de correus i els britànics van imposar una multa col·lectiva.
Com a resultat de la invasió turca els grecs-xipriotes marxaren i des d'aleshores les pobladors són d'origen turc. Abans de 1974 tenia uns 2.500 habitants.
Compta amb l'aeroport de Lefkoniko amb una pista de 3400 m de llargada que és la més llarga de Xipre i que es fa servir principalment per finalitats militars. Els Estats Unitsbé tenen el dret de fer servir aquest aeroport.